# Vladimir Vladimirovič Majakovskij
Vladimir Vladimirovič Majakovskij (rusky Владимир Владимирович Маяковский; 19. července 1893 – 14. dubna 1930) byl ruský prozaik, básník a dramatik.
Stal se zakladatelem ruského futurismu, který ovlivnil celou sovětskou literaturu. Psal také filmové scénáře a dětskou literaturu.

## Život
Narodil se v Bagdati v Gruzii v rodině polesného rusko-kozáckého původu. Jeden z jeho předků získal šlechtický titul za službu v černomořském kozáckém vojsku. Matka byla ukrajinského původu. Měl dvě sestry, Ludmilu (1884–1972) a Olgu (1890–1949), a dva bratry, kteří zemřeli v dětství. Přestože vyrůstal v gruzínsky mluvícím prostředí, jeho rodným jazykem byla ruština.

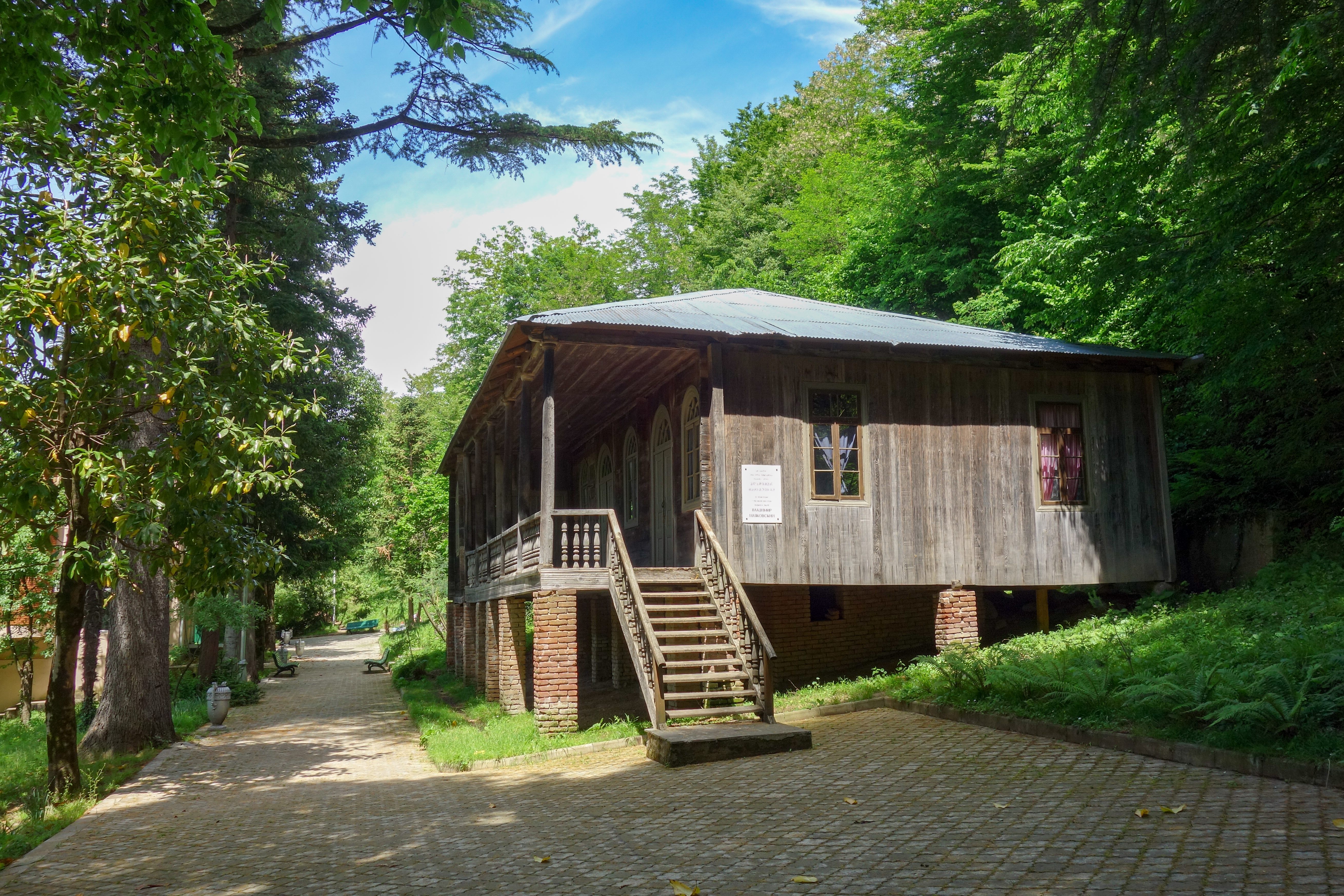
Majakovského rodný dům v Bagdati

Vladimír v roce 1902 začal studovat na gymnáziu v Kutaisi. V roce 1906 jeho otec zemřel na otravu krve a matka se s dětmi přestěhovala do Moskvy. Živila se malováním kraslic a pronajímáním pokojů chudým studentům. Vladimír studoval na gymnáziu a zapojil se do kroužku revolučně smýšlejících studentů. Studoval marxistickou literaturu, v nelegálním časopise publikoval své první básně. V roce 1908 vstoupil do Sociálně demokratické dělnické strany Ruska a zapojil se do akcí proti carskému režimu. Byl třikrát zatčen a v roce 1909 strávil půl roku ve věznici Butyrka, kde četl ruskou klasiku a psal verše. Po propuštění ze strany vystoupil, přestal se politicky angažovat.  

Od roku 1911 studoval na moskevském učilišti malířství, architekturu a sochařství. Seznámil se s malířem a básníkem Davidem Burljukem, který rozpoznal jeho básnický talent a přivedl ho mezi ruské kubofuturisty. Majakovskij se brzy stal jejích vedoucím mluvčím. Poprvé publikoval v roce 1912 ve futuristickém almanachu Políček obecnému vkusu (Пощёчина общественному вкусу), v létě 1913 napsal veršovanou expresionistickou tragédii, která byla uváděna pod názvem Vladimír Majakovskij. Básník v ní hrál hlavní úlohu a inscenaci režíroval. V roce 1913 také vyšla Majakovského první sbírka Já, která obsahovala čtyři básně. Byla napsána ručně, vybavena kresbami Vasilije Čekrygina a Lva Žegina a reprodukována litografickou metodou v množství tří set kopií. Majakovského básně se začaly objevovat v časopisech a na stránkách futuristických almanachů. Aktivně se zúčastňoval veřejných akcí pořádaných futuristy, které často končily velkými skandály a zákroky carské policie. V únoru 1914 byl společně s Burljukem vyloučen ze školy. Mezi lety 1914 a 1916 Majakovskij dokončil dvě hlavní básně, Oblak v kalhotách (Облако в штанах) a Páteřní flétna (Флейта-позвоночник). Obě zaznamenávají tragédii neopětované lásky a vyjadřují autorovu nespokojenost se světem, ve kterém žil. Po vyhlášení první světové války se přihlásil do armády, ale jako politicky nespolehlivý byl odmítnut.

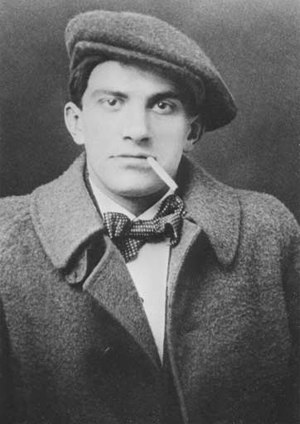
Vladimir Vladimirovič Majakovskij (1915)

V létě 1915 poznal svou velkou lásku Lilju Brikovou, manželku futuristického prozaika a teoretika Osipa Brika a sestru Elsy Trioletové. Lilia se stala Majakovského múzou a vytvořili spolu nekonvenční trio, sdíleli spolu společné bydlení. Majakovskij všechny své básně (s výjimkou poemy Vladimír Iljič Lenin) věnoval Lilie Brikové. V letech 1915–1917 Majakovskij pracoval jako kreslič v Petrohradě ve vojenské automobilové četě.  V roce 1916 byla vydána jeho první velká sbírka Jednoduché jako bučení (Простое как мычание) a o rok později Revoluce. Přivítal svržení carského režimu a po vypuknutí VŘSR se přidal na stranu komunismu a psal především propagační poezii. K výročí revoluce v říjnu 1918 napsal dramatické představení Mystérie–buffa, se kterým jezdil během občanské války po továrnách. Symbolický obraz oslavující revoluční převrat a nový život v režii Vsevoloda Mejercholda měl velký úspěch na mnoha místech po celém Rusku. V březnu 1919 se přestěhoval do Moskvy, kde prováděl literární agitaci, navrhoval plakáty, přednášel a recitoval, hrál ve filmech. V roce 1920 dokončil poemu 150 000 000, která odráží téma světové revoluce. Jeho přednes básně Vladimír Iljič Lenin (1924) v moskevském Velkém divadle byl provázen dvacetiminutovými ovacemi. Stal se hvězdou, prominentním sovětským básníkem. V občanské válce pracoval ve státní zpravodajské agentuře ROSTA (РОСТА, Ruská telegrafní agentura). Protagonisté režimu oceňovali jeho práci za občanské války ve prospěch vládní propagandy a poskytovali mu různé výhody. Mohl cestovat do ciziny, byl mu přidělen nový byt v Moskvě, koupil si osobní auto.

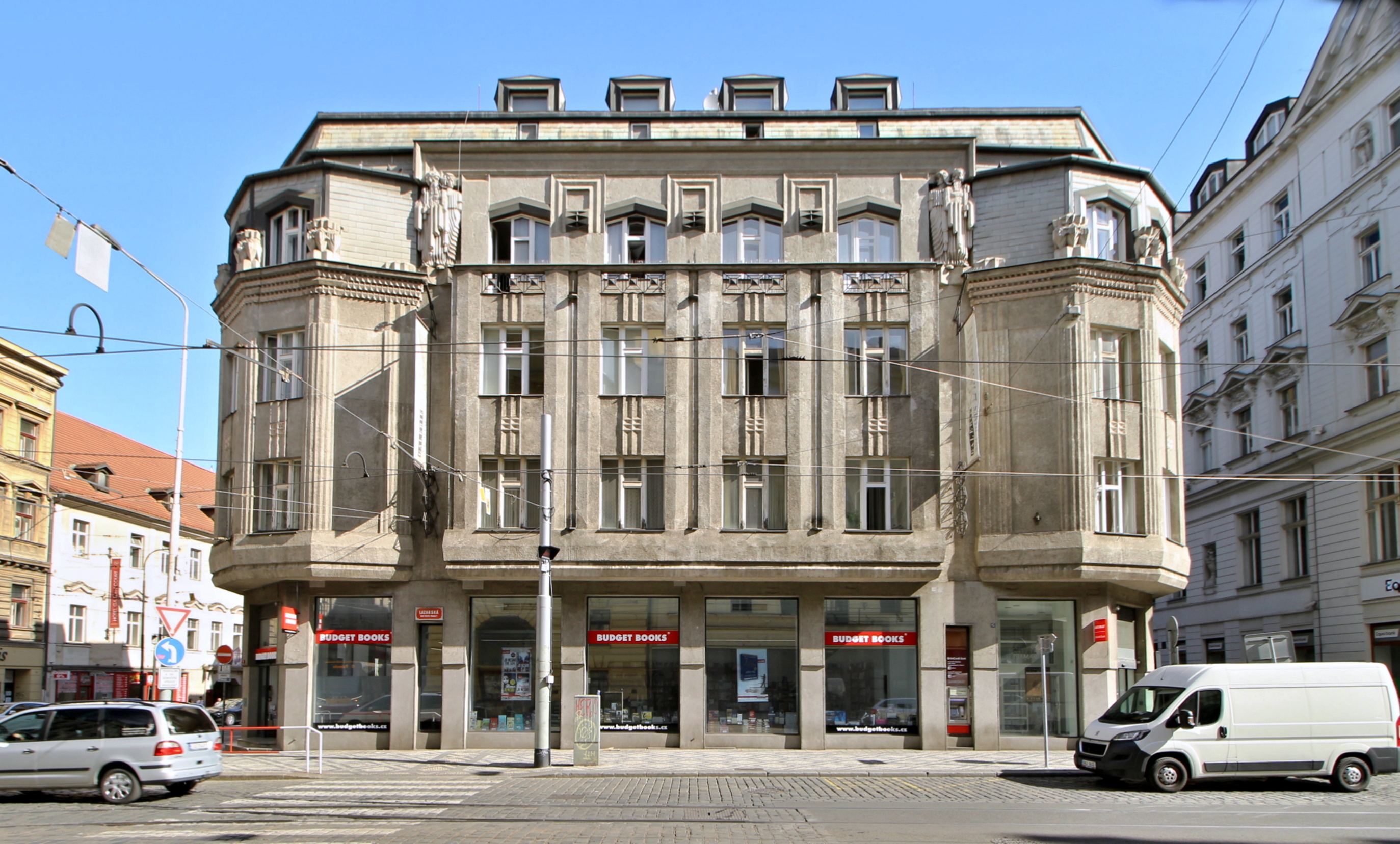
Palác Diamant v Lazarské ulici, místo pobytu Majakovského v Praze

V letech 1922–1924 Majakovskij podnikl několik cest do zahraničí. Navštívil Lotyšsko, Francii, Německo, Polsko. Dvakrát se objevil i v Praze. V roce 1925 se uskutečnila jeho nejdelší cesta do Ameriky, kde tři měsíce vystupoval v různých městech. O dojmech z cest psal eseje a básně. V letech 1925–1928 hodně cestoval po Sovětském svazu, sklízel úspěchy na literárních večerech před různým publikem. Majakovskij byl urostlý a měl zvučný hlas, posluchače však strhávala především zvláštní naléhavost, nevyhnutelnost jeho výrazu. K desátému výročí Říjnové revoluce napsal poému Správná věc. Připravoval rozhlasové relace, s Osipem Brikem se podílel na avantgardních revuích LEF (Levá fronta umění) a Nový LEF, založil skupinu REF (revoluční fronta umění). Spolupracoval s novinami Izvestija a Komsomolská pravda a řadou dalších časopisů. Jeho agitační a propagační aktivity byly však i předmětem kritiky ze strany některých umělců (Pasternak, Katajev, Světlov).
V roce 1928 začal psát svou osobní biografii Já a vrátil se také k dramatickému žánru. Satirické hry Štěnice (Клоп) a zejména Horká lázeň (Баня) v nastudování režiséra Mejercholda vyvolaly záplavu odmítavých kritik. Ve svých dílech byl Majakovskij nekompromisní, a proto mnohým nepohodlný. Jeho jméno začalo být odstraňováno z novin a časopisů, nedostal povolení k vycestování do zahraničí. V roce 1930 uspořádal výstavu věnovanou 20. výročí svého díla, ale bylo mu v tom bráněno všemi možnými způsoby a žádný z oficiálních spisovatelů a vůdců státu samotnou výstavu nenavštívil.
Navzdory dlouhému vztahu s Brikovou měl Majakovskij mnoho dalších romancí a milostných afér doma i v zahraničí. Majakovskij je otcem sochaře Gleba Nikity Lavinského (1921–1986). S jeho matkou, umělkyní Liliou Lavinskou se básník blíže seznámil v roce 1920 při práci ve zpravodajské agentuře ROSTA. V roce 1926 se mu v New Yorku narodila dcera Hélène-Patricia Thompsonová (známá též jako Elena Vladimirovna Majakovskaja, 1926–2016). V roce 1928 se v Paříži zamiloval do ruské emigrantky Taťány Jakovlevové. Chtěl se s ní oženit, ale nedostal povolení k výjezdu a nakonec se dozvěděl, že Jakovlevová se ve Francii provdala. Majakovského posledním románkem byla mladá herečka Moskevského uměleckého divadla Veronika Polonská (1908–1994).

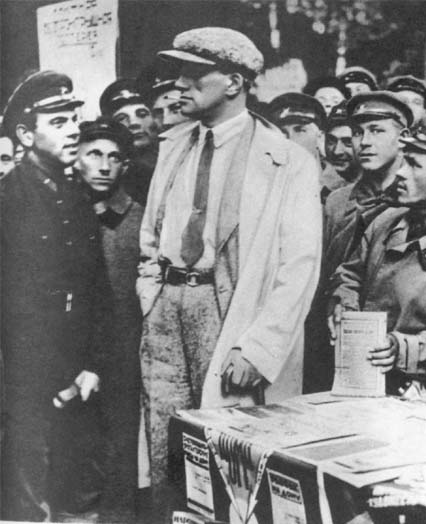
Majakovskij na setkání se sovětskými vojáky na knižním trhu (1929)

V té době měl již Majakovskij podlomené zdraví a prožíval také milostnou i tvůrčí krizi. Dostával se do depresivních psychických stavů. Spáchal sebevraždu střelou do srdce 14. dubna 1930 ve svém bytě v Moskvě na Lubjance, bezprostředně po odchodu Polonské. V dopise na rozloučenou žádal, aby nikdo nebyl obviňován z jeho smrti a manželům Brikovým odkázal všechny své básně a písemnosti. Brikovi v té době pobývali v Berlíně, ale po zprávě o Majakovského smrti se vrátili do Moskvy. Pohřební průvod na novodonský hřbitov doprovázely desetitisíce lidí. V roce 1952 byla urna s Majakovského popelem na přání rodiny přemístěna na Novoděvičí hřbitov.

### Posmrtná sláva
Práva na Majakovského literární dědictví byla rozdělena mezi Lilju Brikovou a jeho matku a sestry. Brikovi měli velkou zásluhu na rehabilitaci Majakovského. Lilia Briková se podílela na vydání jeho souborného díla a založila první Majakovského muzeum v Moskvě. V dopise Stalinovi žádala o podporu v řešení problémů, které v souvislosti s uspořádáním Majakovského literárního dědictví způsoboval byrokratický nezájem a odpor příslušných úřadů. Stalin reagoval na výzvu a Majakovského označil za nejlepšího a nejtalentovanějšího básníka sovětské éry. Z jeho rozhodnutí se pět let po sebevraždě začal Majakovskij přetvářet v kultovního sovětského básníka. Pojmenovávaly se po něm ulice, stavěly se pomníky, vznikl kult „básníka revoluce“.
Podle Borise Pasternaka to znamenalo pro Majakovského druhou smrt, protože začal být násilně vnucován a jeho odkaz byl cenzurován. Lyrické, intimnější nebo kontroverznější básně byly ignorovány, některé části byly vytrženy z kontextu a přeměněny na slogany (jako všudypřítomné „Lenin žil, Lenin žije, Lenin bude žít navždy“). Hlavní rebel své generace se stal symbolem represivního státu.
Na přelomu padesátých a šedesátých let Majakovského popularita v Sovětském svazu začala znovu stoupat s novou generací spisovatelů, kteří ho uznávali jako představitele umělecké svobody a odvážného experimentátora. Mladí básníci, přitahovaní avantgardním uměním a aktivismem, který se často střetával s komunistickým dogmatem, si vybrali Majakovského sochu v Moskvě pro svá organizovaná čtení poezie. V posledních letech Sovětského svazu existovala silná tendence považovat Majakovského dílo za zastaralé a bezvýznamné, avšak na základě jeho nejlepších děl byla jeho pověst později oživena. Byly učiněny pokusy osobnost a dílo Majakovského objektivně zhodnotit.

## Dílo
Jeho rané dílo spadá do futurismu, jeho pozdější dílo je silně ovlivněné marxismem, socialistickou ideologií a socialistickým realismem, také se snažil oba postupy spojit v takzvaný комфут, tj. komunistický futurismus. Byl nejvýznamnějším oficiálním spisovatelem v tehdejším SSSR. Většina jeho básní je proto silně tendenční, což jim může v očích některých čtenářů ubírat na literární hodnotě.
Majakovskij zpravidla používal bohatě rýmovaný tónický verš většinou o třech iktech, typický pro ruskou lidovou poezii, v umělecké tvorbě ale neobvyklý. Používal také zvláštní „schůdkovité“ psaní veršů, v němž je každý přízvukový a zároveň významový celek ve verši psán na samostatný řádek, ovšem v tomto řádku má takovou polohu, jakou by měl v případě, kdyby byl psán v jediném verši. Verše tak působí dojmem jakýchsi schodů. Tento způsob zápisu veršů byl často napodobován jeho epigony (v české literatuře např. některé básně Josefa Kainara). Majakovskij byl považován za radikálního reformátora ruského poetického jazyka, který vytvořil svůj vlastní jazykový systém s novým druhem expresionismu, který v mnoha ohledech ovlivnil vývoj sovětské a světové poezie. Pro jeho tvorbu jsou typické dlouhé řetězce rozvíjejících se metafor a přirovnání, dlouhé často několik veršů a zakončené pointou. Řada z těchto veršů v sovětské literatuře a literatuře socialistického realismu obecně přešla do klišé.
Jeho tvorba obsahuje především milostnou poezii a poezii věnovanou politickým tématům. Psal satiry zaměřené proti šosáctví a byrokracii. Typickým básnickým útvarem je lyrickoepická poema, psal ale i čistě lyrické básně.

### Překlady
Celé dílo Majakovského bylo do češtiny přebásněno Jiřím Tauferem, tento jazykově velmi obtížný překlad je pokládán za mimořádně zdařilý[zdroj?], u některých básní jsou ale k dispozici i jiné překlady (např. Bohumila Mathesia). Od roku 2021 vycházejí v novém překladu Jany Kitzlerové a Vojtěcha Franka Majakovského poemy (Poemy Svazek I (2021) a II (2024), Academia).

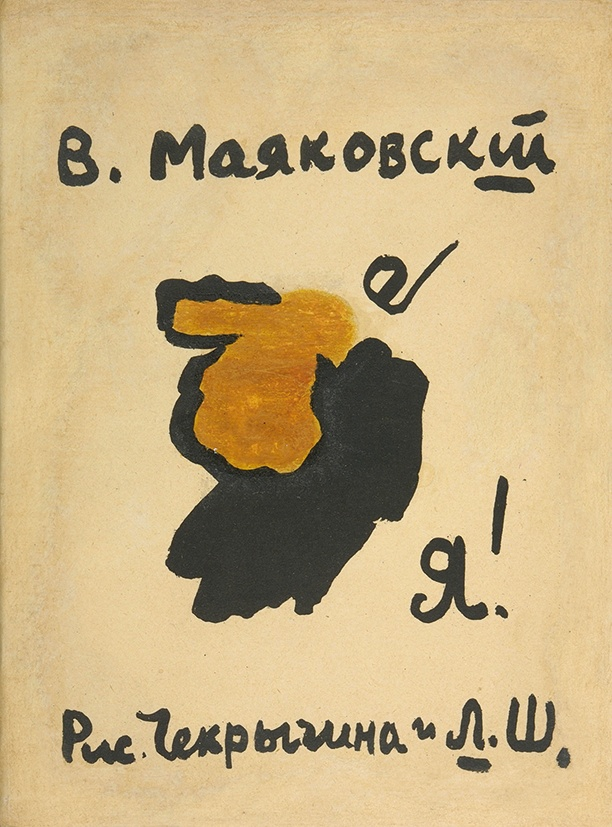
Já: první sborník Majakovského veršů (1913)

### Poemy
- Oblak v kalhotách
- Flétna páteř
- 150 000 000
- Vladimír Iljič Lenin
- Správná věc
- O tom
- Vojna a svět
- Já
- Prosté jako bručení
- Člověk
- Miluji
- Pro hlas[8]
- Misteria Buffa

### Sbírky (z období činnosti v Rostě)
- Majakovskij se vysmívá
- Majakovská galerie

### Drama
- Štěnice
- Horká lázeň
- Vladimír Majakovskij